# Voděrady (Rychnov nad Kněžnou-i járás)
Voděrady település Csehországban, Rychnov nad Kněžnou-i járásban. Voděrady Bolehošť, Byzhradec, Černíkovice, Přepychy, Trnov, Týniště nad Orlicí és Lično településekkel határos. Lakosainak száma 724 fő (2024. január 1.).

## Népesség
A település lakosságának változását az alábbi diagram mutatja:
| Lakosok száma | 1530 | 1514 | 1301 | 931  | 735  | 638  | 712  | 718  | 724  | 724  |
|               | 1869 | 1890 | 1921 | 1950 | 1980 | 2001 | 2017 | 2019 | 2022 | 2024 |